# Dictynidae
Dictynidae là một họ nhện bao gồm 563 loài được xếp vào 48 chi

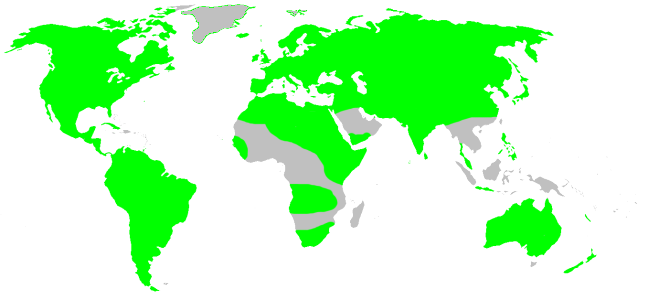
Phân bố của họ Dictynidae

## Danh sách các chi
- Aebutina
- Ajmonia
- Altella
- Anaxibia
- Arangina
- Archaeodictyna
- Arctella
- Argenna
- Argennina
- Atelolathys
- Banaidja
- Blabomma
- Brommella
- Callevophthalmus
- Chaerea
- Chorizomma
- Cicurina
- Devade
- Dictyna
- Dictynomorpha
- Emblyna
- Hackmania
- Helenactyna
- Hoplolathys
- Iviella
- Lathys
- Mallos
- Marilynia
- Mashimo
- Mastigusa
- Mexitlia
- Mizaga
- Nigma
- Paradictyna
- Penangodyna
- Phantyna
- Qiyunia
- Rhion
- Saltonia
- Shango
- Sudesna
- Tahuantina
- Tandil
- Thallumetus
- Tivyna
- Tricholathys
- Viridictyna
- Yorima